# Grenoble
Grenoble (în latină: Gratianopolis, adică "orașul lui Grațian") este un oraș din Franța și prefectura departamentului Isère, din regiunea Ron-Alpi. Aici au avut loc Jocurile Olimpice de iarnă din 1968. Grenoble are 4 centre internaționale de cercetare științifică (ESRF, IRAM, EMBL, ILL) și o duzină de centre naționale de cercetare.

## Demografie
| 1793   | 1800   | 1806   | 1821   | 1831   | 1836   | 1841   | 1846   | 1851   |
| ------ | ------ | ------ | ------ | ------ | ------ | ------ | ------ | ------ |
| 20.019 | 20.654 | 22.129 | 23.602 | 24.888 | 28.969 | 30.824 | 27.963 | 31.340 |

| 1856   | 1861   | 1866   | 1872   | 1876   | 1881   | 1886   | 1891   | 1896   |
| ------ | ------ | ------ | ------ | ------ | ------ | ------ | ------ | ------ |
| 32.799 | 34.726 | 40.489 | 42.660 | 45.426 | 51.371 | 52.484 | 60.439 | 64.002 |

| 1901   | 1906   | 1911   | 1921   | 1926   | 1931   | 1936   | 1946    | 1954    |
| ------ | ------ | ------ | ------ | ------ | ------ | ------ | ------- | ------- |
| 68.615 | 73.022 | 77.438 | 77.409 | 85.621 | 90.748 | 95.806 | 102.161 | 116.440 |

| 1962                                                          | 1968    | 1975    | 1982    | 1990    | 1999    | 2013    | - | - |
| ------------------------------------------------------------- | ------- | ------- | ------- | ------- | ------- | ------- | - | - |
| 156.707                                                       | 161.616 | 166.037 | 156.637 | 150.758 | 153.317 | 160.215 | - | - |
| Număr reținut începănd cu 1962: Populaţia fără numărări duble |         |         |         |         |         |         |   |   |

Aglomerarea Grenoble are 442.772 de locuitori, în 2013.

## Istorie
Grenoble este locul de naștere al Revoluției franceze din 1789. A fost un centru al Rezistenței franceze în Al Doilea Război Mondial. Printre monumentele de interes turistic se numără o catedrală din secolul XIII, Palatul de Justiție care datează din secolul XV și Universitatea din Grenoble (înființată în anul 1939).

## Educație
Grenoble este un oraș universitar (Université Grenoble-Alpes). Grenoble are o școală de afaceri: Grenoble École de Management.

## Înfrățiri
| Anul înfrățirii | Oraș        | Țară                       |
| --------------- | ----------- | -------------------------- |
| 1961            | Catania     | Italia                     |
| 1963            | Innsbruck   | Austria                    |
| 1976            | Essen       | Germania                   |
| 1976            | Halle       | Germania                   |
| 1977            | Chișinău    | Republica Moldova          |
| 1984            | Oxford      | Regatul Unit               |
| 1984            | Rehovot     | Israel                     |
| 1990            | Phoenix     | Statele Unite ale Americii |
| 1992            | Pécs        | Ungaria                    |
| 1995            | Bethleem    | Palestina                  |
| 1997            | Kaunas      | Lituania                   |
| 1998            | Sfax        | Tunisia                    |
| 1998            | Suzhou      | China                      |
| 1999            | Constantine | Algeria                    |
| 1999            | Ouagadougou | Burkina Faso               |
| 2002            | Corato      | Italia                     |

## Personalități născute aici
- Gabriel Bonnot de Mably⁠(d) (1709 - 1785), filozof, istoric;
- Étienne Bonnot de Condillac⁠(d) (1714 - 1780), filozof;
- Casimir Pierre Périer (1777 - 1832), bancher, om de stat;
- Stendhal (1783 - 1842), scriitor;
- Henri Fantin-Latour (1836 - 1904), pictor, litograf;
- Charles Bertier (1860 - 1924), pictor;
- Emmanuel Mounier (1905 - 1950), filozof;
- André Clot (1909 - 2002), istoric, scriitor;
- Lionel Terray⁠(d) (1921 - 1965), alpinist;
- Jérémy Pied⁠(d) (n. 1989), fotbalist.